# Pelourinho
Cet article court présente un sujet plus développé dans : Centre historique de Salvador de Bahia.
Le Pelourinho est un quartier de Salvador de Bahia, au Brésil. Il fait partie du centre historique.